# 장횡 (후한)
장횡(張橫, ? ~ ?)은 중국 후한 말의 무장이다.

## 생애
211년, 마초(馬超)와 한수(韓遂)가 대군을 일으켜 조조(曹操)를 공격하였을 때 참전하였다. 하지만 가후(賈詡)의 이간계로 마초와 한수가 사이가 벌어졌을 때 조조의 공격으로 패하였다. 그리고 그 이상의 기록은 남겨져 있지 않다.

## 《삼국지연의》에서의 장횡
삼국지연의에서는 한수의 장수로 등장하였다. 211년, 한수와 방덕(龐德)과 함께 조조군 진지를 야습하였으나, 패배하고 정은(程銀)과 함께 전사하였다.